# Жан-Пол Готје
Жан Пол Готје  (Аркеј, 24. април 1952) је француски модни дизајнер високе моде и конфекције. Описан је као „енфант терибл“ модне индустрије и познат је по својим неконвенционалним дизајном са мотивима укључујући корзете, маринијере и лименке . Готје је основао своју истоимену модну марку 1982. године, а проширио се линијом мириса 1993. године. Био је креативни директор француске луксузне куће Хермес од 2003. до 2010. године, а пензионисан је након своје ревије високе моде поводом 50. годишњице током Недеље моде у Паризу у јануару 2020. године.
Поред свог рада у модној индустрији, Готје је заједно са Антоаном де Коном представљао првих седам серија телевизијске серије Еуротреш од 1993—1997. године.

## Биографија

### Младост
Готје је одрастао у предграђу Париза. Мајка му је била службеница, а отац рачуновођа. У свет моде га је увела његова бака по мајци, Мари Гарабе.
Никада није добио формалну обуку за дизајнера. Уместо тога, почео је да шаље скице познатим модним стилистима у раној младости. Пјер Карден је био импресиониран његовим талентом и ангажовао га је као асистента 1970. године. Затим је радио са Жаком Естерелом 1971. и Жан Пату касније те године поново је радио за Кардена, управљајући бутиком Пјер Карден у Манили годину дана до 1974. Упркос Готијевој младости, Карден га је послао у Манилу да управља локалном канцеларијом. Имелда Маркос је била једна од његових клијената. Он се нашао на листи „без одсуства“ и морао је да се претвара да има хитну породичну ситуацију да би отишао. Никад се није вратио.

### Модна каријера
Прва појединачна колекција објављена је 1976. Иако је већина људи сматрала да је његов дизајн у то време декадентан, модни уредници, посебно Мелка Треантон из Елеа, били су импресионирани његовом креативношћу и мајсторством у кројењу, а касније су покренули његову каријеру. Године 1980. дизајнирао је женске хаљине од пластичних кеса за отпатке. Готје је основао своју истоимену модну марку 1982.  Његова колекција из 1983. "Бои Тои" поново је покренула мариниере за мушкарце.  Његови одевни предмети били су у продаји у Њујорку већ 1984. године, а већ су га хвалиле Давн Мело и Поли Ален Мелен. Термин "Готјеровизовано" је скован да опише класичне комаде које је дизајнер реинтерпретирао. Током јесењих ревија у Лондону и Паризу 1984, Жан Пол Готје је представио своју линију сукњи за мушкарце (заправо килтове), што је представљало пробој у мушкој моди који је изазвао мало контроверзи. 1984. такође је представио чувени женски корзет са грудњаком у облику шиљака. Готје је такође радио у блиској сарадњи са Волфорд Хозјери.
До 1985. године његова компанија је остварила продају од 50 милиона долара широм света. У филму из 1985. Очајнички тражећи Сузан, Мадона је носила сукњу са мушким трегерима које је купила од Готјеа. Поред колекције конфекције, 1988. године Готје је проширио свој бренд и укључио, линију дечијих производа по нижој цени. Одећу Јуниор Готје изабрао је Џеф Бенкс за хаљину године. Године 1988. снимио је и музички спот. Крајем 1980-их измислио је нови изглед француске хармоникашице Ивет Хорнер који је поново покренуо њену каријеру. Године 1990. дизајнирао је Мадонину одећу за њену светску турнеју Блонд Амбишн.
Крајем 1980-их, Готје је претрпео неке личне губитке, а 1990. његов дечко и пословни партнер, Френсис Мену, умро је од узрока сиде.   Отприлике у то време је одлучио да ублажи своју представу и почео да планира интимније догађаје. 
Гаултиер је лансирао линију мириса (Класик) 1993. Ознака Јуниор Готје замењена је 1994. са унисекс колекцијом која је пратила идеју дизајнера о флуидности полова. Готје џинс, слична линија која се састоји углавном од тексаса и једноставније стилизоване одеће са јаким уличним утицајем, уследила је 1992. године, која је затим замењена Жан Пол Готјеом од 2004. до 2008. године. Име Јуниора је поново коришћено 2009. за лансирање дечије одеће, да би се употпунило беби линијом 2011. године.
Компанија је 1998. године остварила продају од 12,9 милиона евра (13,2 милиона долара). Године 1999. Хермес је преузео 35% Готјеове брендове за 150 милиона франака (23 милиона долара). Жан-Пол Готје је поседовао 93% своје компаније пре овог уговора.   Године 2002. је отворила своју прву потпуно самосталну продавницу.  Затим, од 2003. до 2010. године, Готје је био креативни директор Хермеса  где је наследио Мартина Маргиелу .  Хермес је касније повећао свој удео на 45%.  До 2008. широм света је отворено 40 продавница. 
Спонзорирао је изложбу 2003–04 у Институту за костим у њујоршком Метрополитен музеју уметности под називом „Храбро срце: мушкарци у сукњама“, како би се испитали „ дизајнери и појединци који су присвојили сукњу као средство за убризгавање новина у мушку моду, као средство за прекорачење моралних и друштвених кодекса и као средство за редефинисање идеалне мушкости."   Готјеова мода за пролеће 2009. била је под утицајем визуелног стила певача Клауса Номија  и он је користио Номијеву снимку на модној ревији. 
Године 2011. Музеј лепих уметности у Монтреалу организовао је ретроспективну изложбу „Модни свет Жан Пола Готјеа: Од тротоара до модне писте“.  Та изложба је на турнеји са просторима у Шведском центру за архитектуру и дизајн у Стокхолму,  Бруклинском музеју у Њујорку,  Барбикан центру у Лондону,  Национална галерија Викторије у Мелбурну,  и Великој палати у Паризу. Изложба у Паризу, која је одржана од априла до августа 2015. године, била је тема документарног филма Жан Пол Готје у Великој палати.  Године 2012. учествовао је на сајму у Калију (Колумбија), показујући своју обимну колекцију парфема и сву класичну одећу. 
До 2014. дизајнирао је три колекције: сопствену моду и конфекцијску линију, за мушкарце и за жене. На ревији пролеће/лето 2015. најавио је да затвара брендове конфекцијске робе како би се фокусирао на високу моду. 
Године 2018. поставио је кабаре представу која је била заснована на његовом животу која се одржавала у позоришту Фолиес Берже у Паризу.  Године 2019, Гаултиер је сарађивао са њујоршким брендом уличне одјеће Супрем .
Он је 17. јануара 2020. објавио да ће његова следећа париска модна ревија високе моде бити последња и да се повлачи са писте. 

### Музичка и ТВ каријера
Готје је познат као ентузијаста Евровизије, а од 1991. обукао је неколико француских учесника. На такмичењу за Песму Евровизије 2006. обукао је грчку учесницу Ану Виси, где је она наступала на домаћем терену. Он је коментарисао финале Песме Евровизије 2008. са Жилијеном Леперсом на француском јавном сервису.  Дизајнирао је хаљину коју је Ангун носила док је представљала Француску током великог финала Песме Евровизије 2012. одржаног у Бакуу у Азербејџану .  На Песми Евровизије 2013. обукао је водитељку Петру Меде . 
Године 2012. именован је за члана жирија главног такмичења на Канском филмском фестивалу 2012. године.  Ово је био први пут да је модни дизајнер позван да седи у жирију на фестивалу. 

## Производи
- Модни брендови:
  - Жан Пол Готје
  - Готје ПАРИЗ (колекција високе моде)

## Стил
Карактеристичан стил Жан Пола Готјеа који датира из 1981. године довео је до тога да је познат као енфант терибл француске моде.
Многе од Готјеових каснијих колекција биле су засноване на уличној ношњи, фокусирајући се на популарну културу, док су друге, посебно његове колекције високе моде, веома формалне, али у исто време необичне и разигране.  Жан Пол Готје каже да је инспирисан ТВ културом бејби бумера  и уличном културом где смелост понекад покреће нове трендове.  Његова главна инспирација су француска популарна култура, мешање типова и полова, сексуални фетишизам и футуристички дизајн. 
Појава његове линије високе моде донела му је огроман успех 1997. Кроз ову колекцију, он је могао слободно да изрази обим и опсег своје естетике, црпећи инспирацију из радикално различитих култура, од царске Индије до хасидског јудаизма . 
Готје је изазвао шок коришћењем неконвенционалних модела за своје изложбе, попут старијих мушкараца и жена са пуном фигуром, пробушених и јако тетовираних модела, и играњем традиционалних родних улога у емисијама. То му је донело и критику и огромну популарност.  Тренд боја косе „седа бака“ приписује се Гаултиеру, чија је ревија јесен/зима 2011. представљала моделе у сивим кошницама. У пролеће 2015, његова модна ревија на Недељи моде у Паризу поново је представила сребрнокосе манекенке, као и ревије других модних дизајнера. Тренд је убрзо узео маха међу познатим личностима и широј јавности. 

## Лични живот
Готје је одувек био заинтересован за моду. У школи се нашао у завади са друговима из разреда; иако се није уклапао, они су ипак желели да им ради цртеже.
Узнемирен својом сексуалношћу, био је умирен када је сазнао да су неки од легендарних модних дизајнера такође геј или бисексуалци, јер је и сам желео да ради у моди. Упознао је свог партнера Франсиса Менугеа, који му је помогао да се успостави и почне да води емисије.
Последњих година, Готје се мање фокусирао на конфекцију, а више на високу моду и приређивање ревија. 

### Значајни дизајни
- Мадона : Готје је производила скулптуралне костиме током деведесетих, почевши од њеног злогласног грудњака у облику шиљака за своју светску турнеју Блонд Амбишн 1990. и гардеробе за њену турнеју 2006. године. [59]
- Бјорк : Исландска певачица му је моделирао 1994. године и том приликом се појавио у филму Роберта Алтмана Висока мода .
- Мерилин Менсон : [60] Готје је дизајнирао неке од костима и одеће. [61]
- Милен Фармер : У пролеће 2008. потписао је уговор да буде модни дизајнер за њену турнеју 2009. [62]
- Кери Вашингтон : Хаљина ношена на филмском фестивалу у Кану 2007.
- Марион Котијар : Дизајнирао је белу и сребрну хаљину сирене коју је носила на 80. додели Оскара 2008. ( Оскара за њен наступ у Живот у ружичастом ). [63] [64]
- Лејди Гага : црвени тепих ВМА 2009. [65]
- Ријана : Греми црвени тепих 2011, [65] модна хаљина ношена на Америчким музичким наградама 2013. [66]
- Бијонсе : У музичком споту 2011. [65]
- Ники Минаж .[65]
- Кајли Миног : Дизајнирао је костиме за међународну турнеју 2008.
- Кејти Пери : афтер парти почетком 2017.

## Филмографија
Готје је дизајнирао гардеробу за многе филмове, укључујући:
- Пети елемент Лика Бесона
- Лоше образовање и Кожа у којој живим Педра Алмодовара

## Галерија
- Мадонин заштитни знак корзет са грудњаком са конусом са изложбе у АркДесу 2013.
- Готјеова озлоглашеност порасла је 1980-их са неколико дизајна са шишаркама, сличних оном који је носила Мадона на турнеји.
- Хаљина у стилу бустиера од траве која је ткана да подсећа на перје
- Иконокластични дизајн беле чипке који комбинује ореол и маску сличну фетиш одећи
- Жан Пол Готје шоу наказа
- Дизајнирано за ревију модних наказа 2019
- Комода направљена од старих кофера. Са изложбе у Шведском центру за архитектуру и дизајн у Стокхолму 2013.
- Дизајни који подсећају на људске мишиће и циркулаторни систем које носи Милен Фармер (лево) и торзолет, или доњи веш " веселе удовице " (десно)
- Ревија модних наказа
- Шоу модних наказа